# Ciris
De Ciris is een Romeins episch gedicht. Het verhaalt de legende van de Griekse prinses Scylla, prinses van Megara in Attica. Deze Scylla is niet te verwarren met het zeemonster Scylla met dezelfde naam.
Het werk is in het Latijn geschreven. Het korte epos bestaat uit 541 hexameters. Zulk kort epos werd in vroegere eeuwen epyllium genoemd.
In de Romeinse Keizertijd en de middeleeuwen werd het auteurschap toegeschreven aan Vergilius, een Romeins dichter. Vanaf de renaissance rees evenwel twijfel of Vergilius de auteur was. De epische verzen gelijken immers meer op deze van Catullus en zijn navolgers; de navolging van Catullus was populair in de late Keizertijd van Rome.

## Zeevogel
Ciris in het Latijn betekent (grote) zilverreiger, een watervogel die na de renaissance bekend was onder de naam Egretta alba. Prinses Scylla verandert in een zilverreiger om te ontsnappen uit de gevangenschap van koning Minos, doch haar vrijheid wordt bedreigd door de zeearend. De zeearend is niemand minder dan haar gemetamorfoseerde vader die wraak neemt op Scylla omdat zij op een nacht zijn krachtgevende haarlok had afgeknipt. Zo werd in de Klassieke Oudheid verklaard dat de zilverreiger continu bedreigd wordt door de zeearend.